# Whenever We Wanted
Whenever We Wanted è l'undicesimo album discografico in studio del cantante statunitense John Mellencamp (il primo pubblicato con questo nome), pubblicato nel 1991. 

## Tracce
1. Love and Happiness – 3:53
2. Now More Than Ever – 3:43
3. I Ain't Ever Satisfied – 3:36
4. Get a Leg Up – 3:47
5. Crazy Ones – 4:01
6. Last Chance – 3:39
7. They're So Tough – 4:17
8. Melting Pot – 4:47
9. Whenever We Wanted – 3:42
10. Again Tonight – 3:17